# Aellopos blaini
Aellopos blaini is een vlinder uit de familie van de pijlstaarten (Sphingidae). De wetenschappelijke naam van de soort werd in 1869 gepubliceerd door Herrich-Schaffer.